# Kathryn Stockett
Kathryn Stockett (Jackson, 1969) è una scrittrice statunitense. 
È l'autrice del romanzo L'aiuto ("The Help"), pubblicato nel 2009 e divenuto un best seller.

## Biografia
Cresciuta a  Jackson, dopo la laurea in Inglese e Scrittura creativa all'Università dell'Alabama, ha vissuto a New York lavorando nel settore pubblicitario di settimanali e quotidiani. È divorziata e ha una figlia, attualmente vive ad Atlanta.
Stockett ha impiegato cinque anni a scrivere il suo primo libro che dopo il rifiuto di 60 agenti letterari venne accettato da Susan Ramer. Il libro è poi diventato un bestseller ed è stato pubblicato in 35 paesi e tre lingue. Da esso è stato tratto  un film, vincitore di un premio Oscar.